# جبل الأربع
جبل الأربع هو أحد جبال محافظة الأحساء، في المنطقة الشرقية من المملكة العربية السعودية. وهو يقع على الطريق المتجه إلى دولة قطر. وهو أحد مجموعة الجبال في الأحساء مثل جبل القارة والشعبة وأبو حصيص وكنزان. تعود تسمية جبل الأربع إلى اشتماله ثلاثة جبال متقاربة وآخر منفصل عنها. يقع الجبل جنوب شرق مدينة الهفوف بمسافة 22 كيلومتراً.

## الموقع
على شمال الجبل تقع أيضاً بلدة الطرف التي تبعد عنه نحو 6 كيلو مترات تقريبًا.

## التسمية
سُمي الجبل بهذا الاسم لوجود أربع جبال (القارة والشعبة وأبو حصيص وكنزان)، ثلاثة متقاربة وواحد بعيد قليلاً عنها.

## الوصف
يتكون الجبل من أربعة هضبات مخروطية الشكل، اثنتان متلاصقتان، ربما تكونت بحكم عوامل التعرية من جبل واحد، نظرا لطبيعتها الصلصالية. ويمتاز جبل الأربع بنقاء الرمال المحيطة ورونق المنظر فهو موقع يحبذه الصيادون ومُلهِمًا للشعراء ، فيُقال بأنَّ الشاعر أحمد شوقي قد تغنى به في إحدى قصائده المعروفة بجبل “التوباد” على لسان قيس بن الملوح قائلًا:

## السياحة
للجبل أهمية تاريخية وأثرية على الصعيدين الثقافي والتاريخي في المنطقة الشرقية. ويعتبر أوضح نقطة لرؤية الكسوف الحلقي والتي تعتبر ظاهرة كونية نادرة. فهو معلم سياحي وخاصة مع دخول فصل الشتاء من كل عام باعتدال الأجواء وهطول الأمطار، لكن رغم ذلك لم يستغل تماماً، إذ تنعدم فيه أبسط وسائل السياحة والترفيه.

## التاريخ
استوطنت عدة القبائل الجبل. وبالقرب منه، يقع قصر المجصَّة بالطرف الذي مسكن الملك عبدالعزيز.

## الهضبات

### جبل أبوحصيص
ويعرف أيضا بجبل أبو الجماجم لحدوث موقعة هناك بين اهالي قرية التويثير وبني خالد قديما، وله اسم أقدم من أيام الجاهلية هو الصفا.
ويقع في الطرف الشمالي لقرية التويثير مجاورا لمنتزه الأحساء الوطني.

### جبل المُشَقًر المعروف برأس الجبل
ويقع في قلب بلدة القارة وهو موقع أثري حيث كان في أعلاه حصن جاهلي يعرف بالمشقر يتوسطه بئر حفر في جوف صخر الجبل ليوصل إلى عين تحت الجبل تسمى عين الخسيف..كانت تسقي المتحصنين بالقلعة في فترات الحصار للأهالي في عصر الجاهلية.
والمُشقر يوم من أيام (حروب) العرب المعروفة في العصر الجاهلي، يقول الدكتور عفيف عبد الرحمن في كتابه «الشعر وأيام العرب في العصر الجاهلي»: «يوم المشقر ويُعرف بيوم الصفقة، كان بين تميم وعامل الفرس في اليمن، وفيه أن باذام عامل كسرى باليمن بعث إلى كسرى قافلة تحمل ثياباً ومسكاً، فاعترض القافلة بنو حنظلة بن يربوع وقتلوا حراسها، فبلغ الخبر كسرى وأعدّ بواسطة عامله بالمشقّر فخاً نصبه لتميم في سنة قحط، وقتل عددا كبيرا منهم».
عبد الخالق الجنبي يورد في كتابه الصادر حديثا (2004) بعنوان «هَجر وقصباتها الثلاث، المشقر ـ الصفا ـ الشبعان». وفي رواية ذكرها البسوي في كتابه المعرفة والتاريخ في ترجمة أحد علماء عبد القيس، وهو قيس بن النعمان العبدي جاء فيها أن النبي صلى الله عليه وسلم سألهم: «أيّ هجر أعزّ؟ قال: قلتُ المشقّر. قال: فوالله لقد دخلتُها وأخذتُ إقليدها، وقمتُ على عين الزارة على الحجر من حيث يخرج الماء». ويقال إن عين الزارة هي عاصمة القطيف القديمة، والمعروفة اليوم بقرية (العوّامية).
ولما يحمله المشقر من شهرة مدوية في التاريخ العربي فقد ورد ذكره لدى أشهر شعراء الشعر العربي: طرفة بن العبد، الأعشى، مالك بن نويرة اليربوعي، لبيد بن ربيعة، الأخطل، الفرزدق، جرير، ذو الرمة، الخليل بن أحمد الفراهيدي، الأصمعي، ابن قتيبة، ياقوت الحموي، ابن المقرب الأحسائي (توفي بعد 630 للهجرة).
ومن خلال بحثه الميداني وزياراته المتكررة للأحساء يؤكد عبد الخالق الجنبي أن القارة سميت بهذا الاسم لأنه يوجد في جنوبها الملاصق لها تلّ كبير الحجم غريب الشكل والتكوين ذو كهوف متفاوتة الحجم، وفوقه صخرة كبيرة منحوتة بشكل عجيب: إنها ثلاثة رؤوس أحدها متجه إلى الجنوب وهو يشبه رأس امرأة، وآخر متجه نحو الشمال، وهو يشبه رأس رجل، أما الثالث فهو الوسط بينهما ويشبه رأس أسد في منظره، وهذا الجبل ما زال يُعرف حتى اليوم باسم جبل «رأس القارة» وهو الذي عناها الجغرافيون العرب، وأن حصن المشقر هو نفسه هذا التلّ العجيب التكوين.

### جبيل أو تل الشبعاء
وهو تل يقع في طريق القرى الشرقية (الحليلة) وسط غابات النخيل.

### جبل بريقة الشمالي
ويقع إلى الشرق من قرية الجرن والطريق الرابط بين القرى الشرقية والشمالية.

## الجيولوجيا
يتكون جبل الأربع من أربع هضبات على شكل مخروطي اثنتان ملتصقتان واثنتان منفصلتان، ويقع على كثيب رمال مرتفع ومتحرك. تربة أرض الجبل وصغوره مُحمرّة. بالقرب من «جبل الأربع» تقع بحيرة «عين زرابع» التي يقصدها هواة صيد الطيور، نظرا لكثرة الأعشاب الطويلة حولها والتي تمكن الرجال من الاختباء داخلها لاصطياد الطيور المهاجرة.